# Guaranita
Genre
Guaranita est un genre d'araignées aranéomorphes de la famille des Pholcidae.

## Distribution
Les espèces de ce genre se rencontrent en Argentine et au Brésil.

## Liste des espèces
Selon World Spider Catalog (version 24.5, 04/11/2023) :
- Guaranita auadae Huber, 2023
- Guaranita dobby Torres, Pardo, González-Reyes, Rodríguez Artigas & Corronca, 2016
- Guaranita goloboffi Huber, 2000
- Guaranita munda (Gertsch, 1982)
- Guaranita yaculica Huber, 2000

## Systématique et taxinomie
Ce genre a été décrit par Huber en 2000 dans les Pholcidae.

## Publication originale
- Huber, 2000 : « New World pholcid spiders (Araneae: Pholcidae): A revision at generic level. » Bulletin of the American Museum of Natural History, no 254, p. 1-348 (texte intégral).